# Segunda Categoría del Guayas 2016
El campeonato provincial de Segunda Categoría de Guayas 2016 es la 50ª edición del torneo de la Segunda categoría de la provincia de Guayas. El torneo fue organizado por Asociación de Fútbol del Guayas (AFG) y avalado por la Federación Ecuatoriana de Fútbol. El torneo dio inicio el 23 de abril de 2016. Participarían 23 clubes de fútbol y del cual se entregaría 2 cupos al zonal de ascenso de la Segunda Categoría Nacional 2016 por el ascenso a la Serie B, además este sería el debut del conjunto de Real Fortaleza en el torneo provincial.

## Sistema de campeonato
El sistema determinado por la Asociación de Fútbol del Guayas fue el siguiente:
- Primera fase: Los 23 clubes fueron divididos en 4 grupos de, 3 grupos de 6 equipos y un grupo de 5, se jugaron 5 fechas en un sistema de todos contra todos, solo partidos de ida, donde los 2 primeros de cada grupo pasaron a la siguiente ronda.

- Segunda fase: Se ubicaron 2 grupos de 4 clubes de acuerdo a la ubicación, partidos ida y vuelta, clasificaran a un cuadrangular final los dos equipos mejores posicionados de cada grupo.

- - Grupo A
    - Primer Mejor Primero
    - Tercer Mejor Primero
    - Primer Mejor Segundo
    - Tercer Mejor Segundo

  - Grupo B
    - Segundo Mejor Primero
    - Cuarto Mejor Primero
    - Segundo Mejor Segundo
    - Cuarto Mejor Primero

- Tercera fase: los 4 equipos clasificados jugaran el cuadrangular del cual los 2 mejores equipos mejor posicionados, clasificaran a la final y al zonal

- Cuarta fase: Se jugara un partido play-off entre los dos equipos clasificados a los zonales para determinar al campeón y vicecampeón provincial.

## Equipos participantes
| Equipos participantes                        | Equipos participantes | Equipos participantes         |
| -------------------------------------------- | --------------------- | ----------------------------- |
|                                              |                       |                               |
| Equipo                                       | Ciudad                | Estadio                       |
| 9 de Octubre Fútbol Club                     | Guayaquil             | Estadio Alejandro Ponce Noboa |
| Club Sport Patria                            | Samborondón           | Estadio Arenas de Samborondón |
| Club Deportivo Everest                       | Guayaquil             | Estadio Alejandro Ponce Noboa |
| Calvi Fútbol Club                            | Guayaquil             | Estadio Alejandro Ponce Noboa |
| Panamá Sporting Club                         | Guayaquil             | Estadio Alejandro Ponce Noboa |
| Club Sport Norte América                     | Guayaquil             | Estadio Alejandro Ponce Noboa |
| Toreros Fútbol Club                          | Guayaquil             | Estadio Alejandro Ponce Noboa |
| Club Social, Cultural y Deportivo ESPOL      | Guayaquil             | Estadio Alejandro Ponce Noboa |
| Liga Deportiva Estudiantil                   | Guayaquil             | Estadio Alejandro Ponce Noboa |
| Liga Deportiva Universitaria de Guayaquil    | Guayaquil             | Estadio Universitario (UG)    |
| Club Sport Estudiantes del Guayas            | Guayaquil             | Estadio Alejandro Ponce Noboa |
| Asociación Deportiva Naval                   | Guayaquil             | Estadio Alejandro Ponce Noboa |
| Club Social, Cultural y Deportivo Fedeguayas | Guayaquil             | Estadio Alejandro Ponce Noboa |
| Club Social Cultural y Deportivo Don Café    | Guayaquil             | Estadio Alejandro Ponce Noboa |
| Club Social y Deportivo Paladín "S"          | Durán                 | Estadio Alejandro Ponce Noboa |
| Club Deportivo Sur y Norte                   | Guayaquil             | Estadio Alejandro Ponce Noboa |
| Rocafuerte Fútbol Club                       | Guayaquil             | Estadio Complejo La Cemento   |
| Club Deportivo Banife                        | Daule                 | Estadio Los Daulis            |
| Guayaquil Sport Club                         | Guayaquil             | Estadio Alejandro Ponce Noboa |
| Club Atlético Milagro                        | Milagro               | Estadio Alejandro Ponce Noboa |
| Guayas Fútbol Club                           | Durán                 | Estadio Pablo Sandiford       |
| Guayaquil Fútbol Club                        | Guayaquil             | Estadio Alejandro Ponce Noboa |
| Real Fortaleza Fútbol Club                   | Guayaquil             | Estadio Alejandro Ponce Noboa |

## Equipos por Cantón
| Cantón      | N.º | Equipos |
| ----------- | --- | --- |
| Guayaquil   | 18  | - Toreros F.C. - A.D. Naval - 9 de Octubre F.C. - Calvi F.C. - Don Café - Estudiantes del Guayas - ESPOL - Everest - Fedeguayas - Guayaquil F.C. - Guayaquil Sport - L.D. Estudiantil - Liga de Guayaquil - Norte América - Panamá S.C. - Rocafuerte F.C. - Sur y Norte - Real Fortaleza |
| Durán       | 2   | - Guayas F.C. - Paladín "S" |
| Milagro     | 1   | - Atlético Milagro |
| Samborondón | 1   | - C.S. Patria |
| Daule       | 1   | - Banife |

## Primera fase

### Grupo 1

#### Clasificación
|  |    | Equipo           | PJ | PG | PE | PP | GF | GC | DG  | PTS |
|  | -- | ---------------- | -- | -- | -- | -- | -- | -- | --- | --- |
|  | 1. | A.D. Naval       | 5  | 3  | 2  | 0  | 21 | 1  | +20 | 11  |
|  | 2. | Toreros F.C.     | 5  | 3  | 2  | 0  | 18 | 2  | +16 | 11  |
|  | 3. | Guayaquil F.C.   | 5  | 3  | 1  | 1  | 12 | 5  | +7  | 10  |
|  | 4. | Norte América    | 5  | 2  | 1  | 2  | 7  | 10 | -3  | 7   |
|  | 5. | Sur y Norte      | 5  | 1  | 0  | 4  | 3  | 24 | -21 | 3   |
|  | 6. | L.D. Estudiantil | 5  | 0  | 0  | 5  | 4  | 23 | -19 | 0   |

|  | Clasificado a la Segunda etapa |

#### Evolución de la clasificación
| Equipo / Jornada | 01 | 02 | 03 | 04 | 05 |
| ---------------- | -- | -- | -- | -- | -- |
| Norte América    | 4  | 4  | 2  | 4  | 4  |
| Toreros F.C.     | 3  | 2  | 3  | 2  | 2  |
| A.D. Naval       | 1  | 1  | 1  | 1  | 1  |
| Guayaquil F.C.   | 6  | 5  | 4  | 3  | 3  |
| L.D. Estudiantil | 5  | 6  | 6  | 6  | 6  |
| Sur y Norte      | 2  | 3  | 5  | 5  | 5  |

## Resultados
|  | Norte América    | 1 - 3 | Toreros F.C.   |  | Christian Benítez     | 20 de mayo | 17:00 |
|  | A.D. Naval       | 4 - 0 | Guayaquil F.C. |  | Alejandro Ponce Noboa | 22 de mayo | 13:00 |
|  | L.D. Estudiantil | 0 - 3 | Sur y Norte    |  | Alejandro Ponce Noboa | 22 de mayo | 15:00 |

|  | Toreros F.C.   | 1 - 1 | A.D. Naval       |  | Alejandro Ponce Noboa | 27 de mayo | 11:00 |
|  | Guayaquil F.C. | 2 - 1 | L.D. Estudiantil |  | Alejandro Ponce Noboa | 27 de mayo | 15:00 |
|  | Sur y Norte    | 0 - 2 | Norte América    |  | Alejandro Ponce Noboa | 28 de mayo | 15:00 |

|  | Guayaquil F.C.   | 0 - 0 | Toreros F.C.  |  | Alejandro Ponce Noboa | 31 de mayo | 09:00 |
|  | L.D. Estudiantil | 3 - 4 | Norte América |  | Alejandro Ponce Noboa | 31 de mayo | 09:00 |
|  | A.D. Naval       | 7 - 0 | Sur y Norte   |  | Alejandro Ponce Noboa | 31 de mayo | 13:00 |

|  | Norte América    | 0 - 0 | A.D. Naval     |  | Alejandro Ponce Noboa | 5 de junio | 13:00 |
|  | L.D. Estudiantil | 0 - 5 | Toreros F.C.   |  | Alejandro Ponce Noboa | 5 de junio | 13:00 |
|  | Sur y Norte      | 0 - 6 | Guayaquil F.C. |  | Alejandro Ponce Noboa | 5 de junio | 13:00 |

|  | Toreros F.C.   | 9 - 0 | Sur y Norte      |  | Alejandro Ponce Noboa | 8 de junio | 11:00 |
|  | A.D. Naval     | 9 - 0 | L.D. Estudiantil |  | Alejandro Ponce Noboa | 8 de junio | 11:00 |
|  | Guayaquil F.C. | 4 - 0 | Norte América    |  | Alejandro Ponce Noboa | 8 de junio | 11:00 |

### Grupo 2

#### Clasificación
|  |    | Equipo          | PJ | PG | PE | PP | GF | GC | DG  | PTS |
|  | -- | --------------- | -- | -- | -- | -- | -- | -- | --- | --- |
|  | 1. | Guayas F.C.     | 5  | 4  | 0  | 1  | 13 | 3  | +10 | 12  |
|  | 2. | Guayaquil Sport | 5  | 3  | 1  | 1  | 13 | 2  | +11 | 10  |
|  | 3. | Paladín "S"     | 5  | 3  | 1  | 1  | 8  | 3  | +5  | 10  |
|  | 4. | Panamá S.C.     | 5  | 3  | 0  | 2  | 8  | 4  | +4  | 9   |
|  | 5. | Calvi F.C.      | 5  | 1  | 0  | 4  | 3  | 18 | -15 | 3   |
|  | 6. | FedeGuayas      | 5  | 0  | 0  | 5  | 1  | 16 | -15 | 0   |

### Grupo 3

#### Clasificación
|  |    | Equipo            | PJ | PG | PE | PP | GF | GC | DG  | PTS |
|  | -- | ----------------- | -- | -- | -- | -- | -- | -- | --- | --- |
|  | 1. | C.S. Patria       | 5  | 5  | 0  | 0  | 20 | 3  | +17 | 15  |
|  | 2. | Atlético Milagro  | 5  | 3  | 1  | 1  | 16 | 6  | +10 | 10  |
|  | 3. | Real Fortaleza    | 5  | 3  | 1  | 1  | 11 | 6  | +5  | 10  |
|  | 4. | ESPOL             | 5  | 2  | 0  | 3  | 6  | 9  | -3  | 6   |
|  | 5. | Banife            | 4  | 0  | 0  | 4  | 1  | 11 | -10 | 0   |
|  | 6. | Liga de Guayaquil | 4  | 0  | 0  | 4  | 3  | 22 | -19 | 0   |

### Grupo 4

#### Clasificación
|  |    | Equipo                 | PJ | PG | PE | PP | GF | GC | DG  | PTS |
|  | -- | ---------------------- | -- | -- | -- | -- | -- | -- | --- | --- |
|  | 1. | Rocafuerte F.C.        | 4  | 3  | 1  | 0  | 16 | 1  | +15 | 10  |
|  | 2. | Estudiantes del Guayas | 4  | 1  | 3  | 0  | 8  | 3  | +5  | 6   |
|  | 3. | 9 de Octubre F.C.      | 4  | 1  | 1  | 2  | 5  | 6  | -1  | 4   |
|  | 4. | Everest                | 4  | 1  | 1  | 2  | 6  | 9  | -3  | 4   |
|  | 5. | Don Café               | 4  | 1  | 0  | 3  | 6  | 22 | -16 | 3   |

## Fases finales

### Tabla General
| N.º | Equipo                 | Pts | PJ | PG | PE | PP | GF | GC | DG  | Rend.   |
| --- | ---------------------- | --- | -- | -- | -- | -- | -- | -- | --- | ------- |
| 1   | C.S. Patria            | 15  | 5  | 5  | 0  | 0  | 20 | 3  | +17 | 100.00% |
| 2   | Rocafuerte F.C.        | 10  | 4  | 3  | 1  | 0  | 16 | 1  | +15 | 83.33%  |
| 3   | Guayas F.C.            | 12  | 5  | 4  | 0  | 1  | 13 | 3  | +10 | 80.00%  |
| 4   | A.D. Naval             | 11  | 5  | 3  | 2  | 0  | 21 | 1  | +20 | 73.33%  |
| 5   | Toreros F.C.           | 11  | 5  | 3  | 2  | 0  | 18 | 2  | +16 | 73.33%  |
| 6   | Guayaquil Sport        | 10  | 5  | 3  | 1  | 1  | 13 | 2  | +11 | 66.67%  |
| 7   | Atlético Milagro       | 10  | 5  | 3  | 3  | 1  | 16 | 6  | +10 | 66.67%  |
| 8   | Estudiantes del Guayas | 6   | 4  | 1  | 3  | 0  | 8  | 3  | +5  | 50.00%  |

## Segunda fase

### Grupo 1

#### Clasificación
|  |    | Equipo           | PJ | PG | PE | PP | GF | GC | DG | PTS |
|  | -- | ---------------- | -- | -- | -- | -- | -- | -- | -- | --- |
|  | 1. | Toreros F.C.     | 3  | 2  | 1  | 0  | 8  | 2  | +6 | 7   |
|  | 2. | C.S. Patria      | 3  | 1  | 1  | 1  | 6  | 3  | +3 | 4   |
|  | 3. | Guayas F.C.      | 3  | 1  | 1  | 1  | 4  | 5  | -1 | 4   |
|  | 4. | Atlético Milagro | 3  | 0  | 1  | 2  | 2  | 6  | -4 | 1   |

|  | Clasificado al cuadrangular Final |

### Evolución de la Clasificación
| Equipo / Jornada | 01 | 02 | 03 |
| ---------------- | -- | -- | -- |
| C.S. Patria      | 1  | 1  | 2  |
| Guayas F.C.      | 3  | 3  | 3  |
| Toreros F.C.     | 2  | 2  | 1  |
| Atlético Milagro | 4  | 4  | 4  |

### Resultados
|  | C.S. Patria | 5 - 1 | Atlético Milagro |  | Arenas de Samborondón | 11 de junio | 16:00 |
|  | Guayas F.C. | 1 - 3 | Toreros F.C.     |  | Alejandro Ponce Noboa | 12 de junio | 11:00 |

|  | Toreros F.C.     | 0 - 0 | C.S. Patria |      | Alejandro Ponce Noboa | 15 de junio | 11:00 |
|  | Atlético Milagro | 1 - 1 | Guayas F.C. | 20px | Los Chirijos          | 15 de junio | 19:00 |

|  | C.S. Patria  | 1 - 2 | Guayas F.C.      |  | Arenas de Samborondón | 18 de junio | 13:00 |
|  | Toreros F.C. | 5 - 1 | Atlético Milagro |  | Alejandro Ponce Noboa | 18 de junio | 13:00 |

### Grupo 2

#### Clasificación
|  |    | Equipo                 | PJ | PG | PE | PP | GF | GC | DG  | PTS |
|  | -- | ---------------------- | -- | -- | -- | -- | -- | -- | --- | --- |
|  | 1. | Guayaquil Sport        | 3  | 2  | 1  | 0  | 11 | 1  | +10 | 7   |
|  | 2. | Rocafuerte F.C.        | 3  | 2  | 1  | 0  | 6  | 2  | +4  | 7   |
|  | 3. | A.D. Naval             | 3  | 1  | 0  | 2  | 1  | 5  | -2  | 3   |
|  | 4. | Estudiantes del Guayas | 3  | 0  | 0  | 3  | 1  | 13 | -12 | 0   |

|  | Clasificados al Cuadrangular Final |

### Evolución de la Clasificación
| Equipo / Jornada       | 01 | 02 | 03 |
| ---------------------- | -- | -- | -- |
| A.D. Naval             | 3  | 3  | 3  |
| Rocafuerte F.C.        | 1  | 1  | 2  |
| Guayaquil Sport        | 2  | 2  | 1  |
| Estudiantes del Guayas | 4  | 4  | 4  |

### Resultados
|  | A.D. Naval      | 0 - 2 | Guayaquil Sport        |  | Alejandro Ponce Noboa | 12 de junio | 9:00  |
|  | Rocafuerte F.C. | 3 - 0 | Estudiantes del Guayas |  | Complejo La Cemento   | 12 de junio | 10:00 |

|  | Guayaquil Sport        | 1 - 1 | Rocafuerte F.C. |  | Alejandro Ponce Noboa | 15 de junio | 9:00  |
|  | Estudiantes del Guayas | 1 - 2 | A.D. Naval      |  | Alejandro Ponce Noboa | 15 de junio | 13:00 |

|  | Rocafuerte F.C. | 2 - 1 | A.D. Naval             |  | Complejo La Cemento   | 18 de junio | 11:00 |
|  | Guayaquil Sport | 8 - 0 | Estudiantes del Guayas |  | Alejandro Ponce Noboa | 18 de junio | 11:00 |

## Tercera fase

### Cuadrangular Final

#### Clasificación
|  |    | Equipo          | PJ | PG | PE | PP | GF | GC | DG | PTS |
|  | -- | --------------- | -- | -- | -- | -- | -- | -- | -- | --- |
|  | 1. | Toreros F.C.    | 6  | 2  | 2  | 2  | 5  | 6  | -1 | 8   |
|  | 2. | Guayaquil Sport | 6  | 1  | 4  | 1  | 5  | 4  | +1 | 7   |
|  | 3. | Rocafuerte F.C. | 6  | 1  | 4  | 1  | 5  | 5  | 0  | 7   |
|  | 4. | C.S. Patria     | 6  | 1  | 4  | 1  | 5  | 5  | 0  | 7   |

|  | Clasificados a los zonales de la Segunda Categoría 2016 y a la final del torneo. |

### Evolución de la Clasificación
| Equipo / Jornada | 01 | 02 | 03 | 04 | 05 | 06 |
| ---------------- | -- | -- | -- | -- | -- | -- |
| Toreros F.C.     | 2  | 2  | 2  | 1  | 1  | 1  |
| Rocafuerte F.C.  | 1  | 1  | 1  | 2  | 2  | 3  |
| C.S. Patria      | 4  | 3  | 3  | 3  | 3  | 4  |
| Guayaquil Sport  | 3  | 4  | 4  | 4  | 4  | 2  |

### Resultados
|  | Toreros F.C. | 2 - 1 | Guayaquil Sport |  | Monumental Banco Pichincha | 25 de junio | 15:00 |
|  | C.S. Patria  | 1 - 2 | Rocafuerte F.C. |  | Arenas de Samborondón      | 25 de junio | 18:00 |

|  | Guayaquil Sport | 0 - 0 | Rocafuerte F.C. |  | Alejandro Ponce Noboa | 29 de junio | 09:00 |
|  | C.S. Patria     | 1 - 0 | Toreros F.C.    |  | Arenas de Samborondón | 29 de junio | 16:00 |

|  | Guayaquil Sport | 0 - 0 | C.S. Patria     |  | Alejandro Ponce Noboa      | 3 de julio | 9:00  |
|  | Toreros F.C.    | 1 - 1 | Rocafuerte F.C. |  | Monumental Banco Pichincha | 3 de julio | 13:30 |

|  | Rocafuerte F.C. | 0 - 1 | Toreros F.C.    |  | Complejo La Cemento   | 6 de julio | 09:00 |
|  | C.S. Patria     | 1 - 1 | Guayaquil Sport |  | Arenas de Samborondón | 6 de julio | 16:00 |

|  | Rocafuerte F.C. | 1 - 1 | Guayaquil Sport |  | Complejo La Cemento        | 13 de julio | 09:00 |
|  | Toreros F.C.    | 1 - 1 | C.S. Patria     |  | Monumental Banco Pichincha | 13 de julio | 17:00 |

|  | Guayaquil Sport | 2 - 0 | Toreros F.C. (C) |  | Alejandro Ponce Noboa | 17 de julio | 09:00 |
|  | Rocafuerte F.C. | 1 - 1 | C.S. Patria      |  | Complejo La Cemento   | 17 de julio | 09:00 |

## Campeón
| |
| Campeón |
| Toreros Fútbol Club 4to Título Clasifica a los zonales de la Segunda Categoría 2016 - También clasifica Guayaquil Sport Club como Vicecampeón. |

| Predecesor: Edición 2015 | Campeonato Provincial de Segunda Categoría de Guayas Edición 2016 | Sucesor: Edición 2017 |

- Datos: Q26185667